# ジョン・チャールズ
ジョン・ウィリアム・チャールズ CBE（John William Charles CBE, 1931年12月27日 - 2004年2月21日）は、ウェールズ出身のサッカー選手、サッカー指導者。
FWとしてもDFとしても一流のプレイを見せたオールラウンダー。その巨体と、生涯一度も警告を受けなかったということから、優しき巨人（イタリア語:Il Gigante Buono、英語:Gentle Giant）と呼ばれ、イタリア国内で大きな成功を収めた数少ないイギリス人選手である。

## 経歴
17歳の時に加入したイングランドのリーズ・ユナイテッドでセンターバックからセンターフォワードへとコンバートされた。このコンバートが功を奏し、8シーズンで計150ゴールを挙げ、1956-1957シーズンの得点王に輝いた。
この活躍が認められ、1957年に当時としては破格の65,000ポンドの移籍金でイタリアのユヴェントスFCに移籍した。ユヴェントスでは初年度から得点王に輝き、5シーズンで93ゴールを記録。3つのスクデットと2つのコッパ・イタリア獲得に貢献した。ユヴェントスでの活躍は目覚しく、1997年にはミシェル・プラティニら並み居るスターを押し退けて、ユヴェントスサポーターの投票による過去最高の外国人選手に選出されている。
1962年にリーズ・ユナイテッドに復帰。間もなく同年に2つ目のイタリアのクラブとなるASローマに移籍するが、ローマではさしたる活躍は出来なかった。この年までバロンドール投票の上位10人に6年連続で入っている。その後は地元ウェールズのカーディフ・シティ、ヘレフォード・ユナイテッドでプレイした。
18歳でウェールズ代表にデビュー。ウェールズ代表ではセンターフォワードだけでなくしばしばセンターバックとしてもプレイ。1958年ワールドカップ出場権を獲得、本大会ベスト8進出に貢献した。
引退後はヨークシャーにてパブを経営していた。1997年にユヴェントス百周年センテナリー記念会ではファンからは最も尊敬されクラブ最高の最優秀外国人選手に選ばれた。2001年に大英帝国勲章を受章、2002年にイングランドサッカー殿堂入り。2004年1月、イタリア旅行中に心臓発作に苦しみ、翌月にイングランドの病院で死亡した。

## タイトル

### クラブ
ユヴェントス
- セリエA : 1957-58, 1959-60, 1960-61
- コッパ・イタリア : 1959, 1960

カーディフ・シティ
- ウェルシュカップ : 1964, 1965

### 個人
- ディビジョン1得点王 : 1956-57（38得点）
- セリエA得点王 : 1957-58（28得点）
- イングランドサッカー殿堂
- UEFAジュビリーアウォード・ゴールデンプレイヤー : ウェールズ

### その他
- バロンドール投票3位 : 1959
- ユヴェントスの過去100年の最優秀外国人選手 : 1997
- 20世紀の偉大なサッカー選手100人30位 : 1999
- 大英帝国勲章 : 2001
- スウォンジー名誉市民 : 2003